# Anguilla marmorata
Anguilla marmorata е вид лъчеперка от семейство Anguillidae.